# Ildikó Újlaky-Rejtő
Ildikó Újlaky-Rejtő (ur. 11 maja 1937 w Budapeszcie) – węgierska florecistka, wielokrotna medalistka igrzysk olimpijskich i mistrzostw świata.
Treningi rozpoczęła w wieku 15 lat. Na igrzyskach olimpijskich w Rzymie w 1960 roku wspólnie z Györgyi Marvalics-Székely, Magdą Nyári-Kovács, Katalin Juhász i Lídią Dömölky-Sákovics zdobyła drużynowo srebrny medal. W zawodach indywidualnych odpadła w półfinałach. Na rozgrywanych cztery lata później igrzyskach olimpijskich w Tokio zwyciężyła w rywalizacji indywidualnej, wygrywając obie finałowe walki. Parę dni później razem z Lídią Dömölky-Sákovics, Katalin Juhász, Judit Ágoston-Mendelényi i Paulą Marosi zwyciężyła w zawodach drużynowych. Kolejne dwa medale wywalczyła podczas igrzysk olimpijskich w Meksyku w 1968 roku. W turnieju indywidualnym zdobyła brązowy medal, wygrywając dwie z pięciu walk, plasując się za Jeleną Biełową z ZSRR i Pilar Roldán z Meksyku. Ponadto reprezentacja Węgier w składzie: Ildikó Újlaky-Rejtő, Ildikó Bóbis, Paula Marosi, Lídia Dömölky-Sákovics i Mária Gulácsy zdobyła tam drużynowo srebrny medal. Podczas igrzysk olimpijskich w Monachium Rejtő, Bóbis, Ildikó Schwarczenberger, Mária Szolnoki i Ildikó Rónay zdobyły drużynowo srebrny medal. W zawodach indywidualnych Rejtő odpadła ćwierćfinałach. Brała też udział w igrzyskach olimpijskich w Montrealu w 1976 roku zdobywając razem z Ildikó Schwarczenberger, Ildikó Bóbis, Magdą Maros i Edit Kovács brąz w zawodach drużynowych. W rywalizacji indywidualnej zajęła tym 31. miejsce.
Podczas mistrzostw świata w Filadelfii w 1958 roku wywalczyła indywidualnie brązowy medal, ulegając tylko dwóm reprezentantkom ZSRR: Walentinie Rastworowej i Emmie Jefimowej. Na mistrzostwach świata w Budapeszcie rok później wspólnie z Katalin Juhász, Magdą Nyári-Kovács, Lídią Dömölky-Sákovics i Györgyi Marvalics-Székely zwyciężyła w turnieju drużynowym. W tej samej konkurencji zdobywała także złote medale na mistrzostwach świata w Buenos Aires (1962), mistrzostwach świata w Montrealu (1967) i mistrzostwach świata w Göteborgu (1973), srebrne na mistrzostwach świata w Turynie (1961), mistrzostwach świata w Gdańsku (1963), mistrzostwach świata w Moskwie (1966), mistrzostwach świata w Wiedniu (1971), mistrzostwach świata w Grenoble (1974) i mistrzostwach świata w Budapeszcie (1975) oraz brązowy na mistrzostwach świata w Hawanie (1969). Ponadto zdobyła również kolejne dwa medale w turniejach indywidualnych: złoty na mistrzostwach świata w Gdańsku w 1963 roku i brązowy na mistrzostwach świata w Grenoble dziesięć lat później (za Walentiną Nikonową z ZSRR i Ildikó Schwarczenberger).
W 1958, 1961, 1962, 1969, 1970, 1972 zostawała indywidualną mistrzynią Węgier.
W latach 1963 i 1964 była wybierana Węgierskim Sportowcem Roku.

## Starty olimpijskie
Rzym 1960
- floret drużynowo –  srebro

Tokio 1964
- floret indywidualnie –  złoto
- floret drużynowo –  złoto

Meksyk 1968
- floret drużynowo –  srebro
- floret indywidualnie –  brąz

Monachium 1972
- floret drużynowo –  srebro

Montreal 1976
- floret drużynowo –  brąz